# Chen Yufeng (Fußballspielerin)
Chen Yufeng (chinesisch 陈玉凤; * 17. Januar 1970 in Yantai) ist eine ehemalige chinesische Fußballspielerin.

## Karriere
Bei dem Fußball-Turnier der Olympischen Spiele 1996 war sie Teil der chinesischen A-Nationalmannschaft. Am Ende gewann sie mit ihrer Mannschaft hier auch die Silber-Medaille.